# António de Montesinos

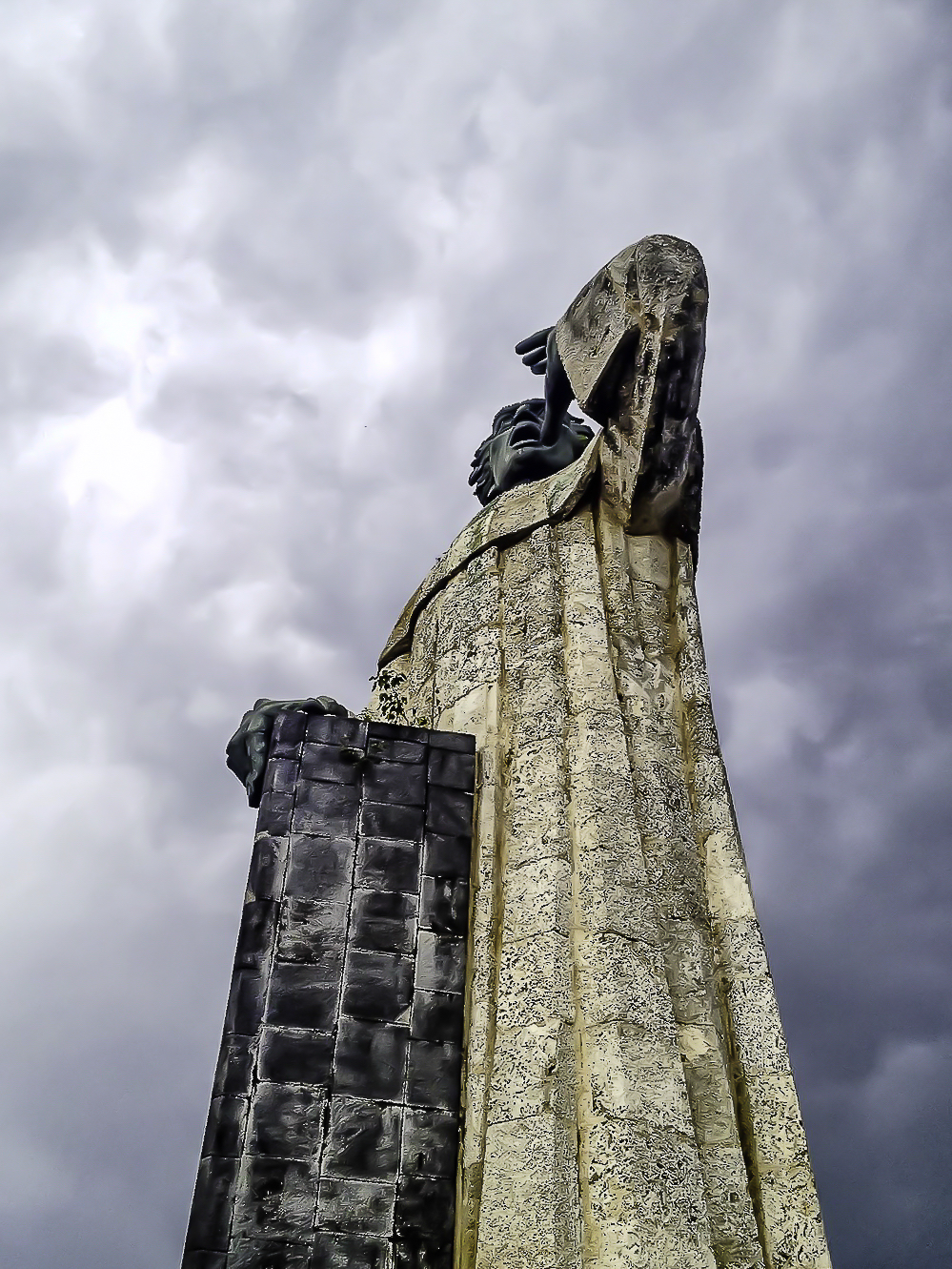
Estatua de Antonio de Montesinos en Santo Domingo R.D.

Frei António de Montesinos foi um frade e pregador dominicano que se distinguiu no combate contra o abuso ao qual se submetiam os indígenas da América por parte dos colonizadores.

## Vida religiosa na Espanha
Em 1502, fez seus votos como noviço, no Convento de Santo Estevão em Salamanca. Entre 1507 e 1508, estudou no Convento de São Paulo em Valladolid. Em 1509, já como sacerdote, foi enviado para o Convento de São Tomás em Ávila.
Em 1510, foi enviado para a América pelo cardeal Gonzalo Jiménez de Cisneros. Em outubro, chegou à Ilha de São Domingos (na qual, atualmente, estão situadas a República Dominicana e o Haiti), juntamente com outros três frades dominicanos: Pedro de Córdoba, Bernardo de Santo Domingo e Domingo de Villamayor, eram os primeiros dominicanos a pisar no "Novo Mundo".

## Sermões em defesa dos nativos
Em 1511, por ocasião da missa do quarto domingo do advento, em 21 de Dezembro de 1511, após apurado estudo da situação concreta daquelas populações à luz da fé cristã, e após tentar convencer, de modo reservado, às autoridades a modificar a situação, a Comunidade a que pertencia encarregou-o de pronunciar um Sermão que haveria de ficar na História como a primeira defesa dos direitos naturais e humanos dos índios americanos.
«Todos vós estais em pecado mortal.
Nele viveis e nele morrereis, devido à crueldade e tiranias que usais com estas gentes inocentes.
Dizei-me, com que direito e baseados em que justiça, mantendes em tão cruel e horrível servidão os índios?
Com que autoridade fizestes estas detestáveis guerras a estes povos que estavam em suas terras mansas e pacíficas e tão numerosas e os consumistes com mortes e destruições inauditas?
Como os tendes tão oprimidos e fatigados, sem dar-lhes de comer e cura-los em suas enfermidades?
Os excessivos trabalhos que lhes impondes, os faz morrer, ou melhor dizendo, vós os matais para poder arrancar e adquirir ouro cada dia...
Não são eles acaso homens?
Não tem almas racionais?
Vós não sois obrigados a amá-los como a vós mesmos?
Será que não entendeis isso? Não o podeis sentir?»
No entanto os colonizadores imputam aos frades o desejo de subverter as leis e a ordem. O almirante, acompanhado por outras autoridades, decide dirigir-se à casa dos religiosos sendo recebido pelo prior Frei Pedro de Córdoba.
O superior explica que António de Montesinos apenas foi a voz da comunidade. Que esta tinha estudado à luz da fé e do Evangelho a situação e que nada havia a retirar do que tinha ido dito. Que quando um elemento da casa pregava era toda a comunidade que pregava.
No dia 28 de dezembro, Antônio pronuncia seu segundo sermão em defesa dos direitos dos nativos, ainda mais contundente que o segundo. Nesse segundo sermão, informa que os padres não concederiam o perdão para aqueles que continuassem a tratar os nativos de modo injusto.
Os "encomenderos" locais não aceitaram o entendimento dos dominicanos e fizeram acusações contra esses frente ao Rei da Espanha, o que obrigou Antônio e Pedro a voltar à Espanha para se defenderem.
De volta a Espanha, foi membro da Junta presidida por Juan Rodríguez de Fonseca cujas preposições são a base das Leis de Burgos (1512), que procuravam conceder um tratamento justo aos nativos.

## Missões posteriores
Montesinos retornou à Ilha de Santo Domingo e depois foi enviado, juntamente como outros dois frades, para a região de Píritu na Venezuela, mas, no meio do caminho, encontrava-se enfermo e teve que desembarcar em Porto Rico. Em Porto Rico, Montesinos projetou a fundação de um novo convento e atuou como missionário.
Depois, regressou para Santo Domingo e viajou para a Espanha junto com Pedro de Córdoba para planejar o estabelecimento de um província dominicana na América.
Em 3 de fevereiro de 1525, Montesinos chegou novamente em Porto Rico, procedente da Espanha, com seis religiosos destinados ao trabalho naquela ilha.
Em 1529, depois de atuar em defesa dos nativos nas Antilhas, Montesinos foi enviado para a Venezuela para liderar os dominicanos naquele país. Faleceu em 1540 de causas desconhecidas.
Foi o autor de "Informatio iuridica in Indorum defensionem"
Em 1983, foi inaugurada em Santo Domingo uma estátua de 18 m de altura dedicada ao Sermão de António Montesinos, de autoria do mexicano Antonio Castellanos Basich .
Em 2010, foi lançado o filme También la lluvia, que em algumas cenas aborda Montesinos e seu famoso sermão.

## Ver Também
- Bartolomé de las Casas